# Рагби 13 репрезентација Летоније
Рагби 13 репрезентација Летоније представља балтичку Републику Летонију  у екипном, колизионом спорту, рагбију 13.
Летонија је тренутно 48. на светској рагби 13 листи. Боје дреса су бела и вишња црвена.
Рагби 13 репрезентација Летоније до сада није учествовала, на Светском првенству.
Тринаестичари Летоније припадају четвртом ешалону европског рагбија 13.

## Историја рагбија 13 у Летонији
Прву историјску утакмицу, тринаестичари Летоније су одиграли у Талину, против Естоније у октобру 2007. и победили су 38-54. Највећу победу Летонци су остварили над Естонијом, 4-74 у августу 2009. Најтежи пораз доживели су од Украјине 2010. у Кијеву, 112-0.
2008. су освојили прво место у њиховој дивизији у Европском боулу, пошто су победили Естонију, а Украјинци су имали проблеме са визом.
2009. су освојили друго место, јер су изгубили од Украјине, а победили су Естонију.
2010. Летонија је изгубила и од Русије и од Украјине у Европском боулу.
Рагби 13 репрезентација Летоније је учествовала у квалификацијама за Светко првенство у рагбију тринаест 2017. али због пораза од Шпаније, није успела да се пласира на мондијал, који је освојила Аустралија.

## Учинак рагби 13 репрезентације Летоније
| Противник | Одиграно утакмица | Победа Л | Нерешено | Пораз Л |
| --------- | ----------------- | -------- | -------- | ------- |
| Естонија  | 4                 | 4        | 0        | 0       |
| Украјина  | 2                 | 0        | 0        | 2       |
| Русија    | 1                 | 0        | 0        | 1       |
| Шпанија   | 1                 | 0        | 0        | 1       |

## Резултати рагби 13 репрезентације Летоније
- Естонија  - Летонија  38-54, Талин
- Естонија  - Летонија  10-48, Талин
- Летонија  - Естонија  62-10, Рига
- Летонија  - Украјина  6-40, Рига
- Естонија  - Летонија  4-74, Талин
- Летонија  - Русија  4-54, Рига
- Летонија  - Украјина  0-112, Кијев
- Летонија  - Шпанија  12-32, Рига